# Barra lliure de liquiditat
Barra lliure de liquiditat va ser el conjunt «mesures no estàndard» de política monetària endegades pel BCE sota la presidència de Mario Draghi el 8 de desembre del 2011 amb l'objectiu de facilitar crèdit als bancs de la zona euro en el marc de la crisi del deute sobirà europeu. Totes les mesures tenien per objectiu dotar de liquiditat il·limitada a les entitats financers a fi que finalment el crèdit arribés a l'economia real. D'entre aquestes mesures, les subhastes de refinançament a llarg termini (Longer-term refinancing operations, LTRO) assoliren una xifra rècord de 489 mil milions d'euros, dels quals 119 mil milions foren prestats a entitats financeres espanyoles, que l'utilitzaren per allargar el termini de venciment del seu deute amb el BCE.

## Mesures endegades
Les mesures endegades pel BCE anomenades de manera genèrica barra lliure de liquiditat foren les següents: 
1. Ampliació dels terminis de crèdit a les entitats financeres amb dues subhastes amb venciment a 36 mesos, la primera de les quals se celebrarà el 21 de desembre del 2011; amb aquesta mesura les entitats financeres podran cobrir i assegurar-se tots els venciments del seu deute durant els tres anys següents (2012, 2013, 2014); d'aquesta manera i d'una sola tacada els seus balanços quedaran arreglats sense veure's amb d'incertesa d'haver-se de refinançar a través de les normals subhastes setmanals o trimestrals del banc central europeu.
2. Ampliació del ventall dels actius admesos com a fiança —garantia— per a facilitar crèdit —liquiditat. Si fins aleshores només s'admetien valors qualificats amb credit rating de AAA, a partir d'aleshores s'admetran bons de titulització d'actius amb una nota de A. Així mateix, la gran novetat fou l'admissió de crèdits hipotecaris concedits a petites i mitjanes empreses, a més d'altres tipus de préstecs concedits sempre que hagin rebut el vistiplau del banc central del país de l'entitat financera
3. Reducció de la ràtio de reserva de la banca —coeficient de caixa- des del 2% fins a l'1% a partir del 18 de gener del 2011; aquesta mesura que aporta liquiditat instantània al mercat financer.
4. Supressió de les operacions d'ajust; les operacions d'ajust són préstecs o dipòsits que el BCE ofereix a les entitats financeres quan el mercat registra un excés o defecte de liquiditat, i amb aquesta mesura es pretén evitar també que les facilitats de crèdit que el BCE facilita als bancs acabin dipositades novament a les arques del BCE en lloc de destinar-se a l'economia real, tal com havia vingut succeint fins aleshores.

## Objectius de la barra lliure de liquiditat
Els objectiu de la barra lliure de liquiditat eren els següents:
1. Alleugerir la pressió de finançament de la banca europea donat que les entitats financeres no podien finançar-se per si soles emeten deute, doncs en el context de la crisi del deute sobirà europeu la correlació entre la prima de risc del deute sobirà i el cost de finançament privat impedí l'accés al mercat. Aquesta situació posava en escac al sector perquè al llarg del 2012 la banca europea havia de fer front al venciment de 800.000 milions en crédits.
2. Alleugerir la pressió de finançament dels estats, perquè temptava els bancs a finançar-se a l'1% i comprar deute públic amb una rendibilitat molt superior, una estratègia anomenada carry trade. L'augment de la demanda de deute públic n'augmentaria el preu i en reduïria la rendibilitat, fet que equivaldria a reduir la prima de risc i, per tant, reduir el cost de finançament dels estats de la zona euro i, de retruc, de les mateixes entitats financeres.
3. Compensar la caiguda dels beneficis del sector financer deguda a la contracció econòmica; la millora dels seus resultats podria incentivar-les a tornar a facilitar crèdit, fet que al seu torn milloraria la situació de l'economia real, fet que al seu torn revertiria en la millora del benefici del sector financer.
4. Reduir la tensió del sector financer europeu tot al llarg del 2012 a fi d'assolir la capitalització mínima fixada per l'Autoritat Bancària Europea —uns 100.000 milions d'euros—, alhora que havien de cobrir els venciments del seu deute.
5. Reduir els efectes que estava tenint l'agresiu despalancajament del sector financer, que havia estat més preocupat per cobrir els venciments del seu deute que no pas per facilitar crédit a l'economia real.
6. Reduir l'spread de l'euribor respecte del tipus d'interès oficial del diner, perquè si l'euribor hauria de cotitzar en funció de les expectatives futures de l'evolució del tipus d'interès, des de la fallida de Lehman Brothers incorporà un altre component: les tensions de liquiditat. A finals del 2011 l'euribor a 12 mesos —el tipus de referència per fixar el cost de les hipotèques—, estava al 2%, un punt percentual per sobre del tipus oficial; aquest spread històric era causat, precisament, per les tensions de liquiditat, raó per la qual la barra lliure de liquiditat endegada pel BCE hauria de contribuir a reduir-lo i de retruc reduir el cost de les hipoteques, fet que s'hauria de traduir en una millora de l'economia real (famílies i empreses).

## Impacte efectiu
La subhasta del 21 de desembre superà àmpliament totes les estimacions dels analistes -de Reuters 310.000, Bloomberg 300.000-, i 523 entitats bancàries europees sol·licitaren crèdit a tres anys per valor de 489.200 milions d'euros. La major part d'aquest crèdit fou sol·licitat per entitats d'Espanya, Itàlia, França i Bèlgica, mentre que les alemanyes, holandeses i austríaques no hi varen acudir al tenir les portes obertes en el mercat interbancari. Malgrat aquest xifra rècord, la injecció monetària neta en el sistema —descomptats els venciments de préstecs anteriors— se situà entre 191.000 milions d'euros i 196.000 milions d'euros.
Dels pràcticament 490 mil milions d'euros rebuts, uns 82 mil milions —el 16,7%— retornaren al BCE a través de la facilitat de dipòsit a un dia, que sumava així un total de 346.994 milions el mateix dimecres 21 de desembre de 2011. L'augment o disminució de la facilitat de dipòsit començà a esser observada pels analistes a fi de determinar el grau de confiança entre els partícips del sistema financer, perquè els banc perdien diners en aquesta operació al pagar un 1% pels crèdits obtinguts i obtenir-ne només un 0,25% al dipositar-la en la facilitat de dipòsit al BCE; tot i així el dimarts 27 de desembre la facilitat de dipòsit al BCE arribarà a un nou rècord sumant 452.000 milions d'euros; mai abans, ni després de la fallida de Lehman Brothers el setembre del 2008, ni després del rescat a Grècia la primavera del 2010, les entitats financeres havien dipositat aquest import en la facilitat de dipòsit a un dia. L'any següent continuà la mateixa tendència i la facilitat de dipòsit del BCE arribà a un nou màxim de 463 mil milions d'euros el 9 de gener del 2012.
Per altra part els préstecs concedits pel BCE situaren el seu balanç en 2,73 bilions d'euros, mentre que la compra directa de duete públic de la zona euro per part del BCE es reduí significativament passant dels 3.361 milions de la setmana anterior a la subhasta, als només 9 milions de la setmana posterior; tot i el reduït import, amb aquesta ja foren 20 les setmanes consecutives en les que el BCE comprà deute de la zona euro en els mercats secundaris des del mes d'agost del 2011, un programa que s'havia inciat el maig del 2010.